# 教場 (テレビドラマ)
『教場』（きょうじょう）は、長岡弘樹による警察学校を舞台とした日本の警察小説シリーズ「教場」を原作としたテレビドラマ。
2020年1月4日・1月5日の2夜連続で、フジテレビ開局60周年特別企画として『教場』がフジテレビ系列で放送された。脚本は君塚良一、主演は木村拓哉。舞台は神奈川県。
登場人物は原作の同名の人物の設定を踏襲しながらも、年齢や性別の変更、別の人物の設定を取り入れるなど、原作とは異なる部分が多い。ギャラクシー賞テレビ部門1月度月間賞を受賞した。
2021年1月3日・1月4日に『教場II』が「新春ドラマスペシャル」枠で放送された。また、後述の連続ドラマの放送を記念して、2023年4月5日・4月6日に再放送されている。
2023年4月10日から6月19日まで、フジテレビ開局65周年特別企画として『風間公親-教場0-』（以下「教場0」も用いる）と題し、連続ドラマが「月9」枠で放送された。風間公親の警察学校赴任の前日譚が描かれる。6月26日、特別編が放送された。
2025年4月に劇場版の製作が発表されている。

## あらすじ

### 教場
神奈川県警察学校の初任科短期課程第198期、植松教場の訓練生は入校から1か月、警察手帳を貸与され担任教官の植松、助教の服部、実技担当の須賀の各教官の元で厳しい訓練を受けていく。そんな中、教官の植松が病気で入院して休職。植松が復職するまでの間、代理としてやってきたのは風間公親（かざま きみちか）という白髪交じりの初老の男性教官。「警察学校は、警察官として適性のない者をふるいにかける場」という信念を持ち、適性の無い者には容赦なく退校届を突き付ける冷徹な人物である。卒業まで残り5か月間、訓練生たちは風間の元で無事に警察官として卒業できるのだろうか。

### 教場II
舞台は前作から2年後。第198期生だった宮坂定は警察官として第一線に立ち、仮入校中の第200期の指導員を務めていた。担任の風間は訓練生たちの隠し事や問題行動を次々と見抜き、見込みがあると判断した人物は学校に残し、適性に欠けたものは容赦なくふるいにかけ退校させていった。2か月後のある日、宮坂が指導期間中に気にかけていた生徒の漆原が校内を走り回り、授業中もトイレを理由に飛び出すなど明らかに不審な行動をとるようになる。異常な発汗や目の集点が合っていないことなどから、教官たちは薬物使用を疑うが、風間は漆原の目的を見抜いていた。風間の指摘を受け混乱した漆原は、掲示板に張り出されたある通知を見て、その場で泣き崩れる。そして警察学校には、第198期の石山、日下部、楠本、都築、菱沼が風間に呼ばれてやってくる。そこで風間から伝えられたのは、宮坂の殉職だった。

### 第1話
2019年1月。空き巣常習犯の逮捕が評価された瓜原潤史は、神奈川県警捜査一課の「風間道場」への異動を告げられる。風間道場は指導官の風間公親が、バディを組んだ新人刑事を実際の殺人事件でOJTで鍛え上げるシステム。風間は見込みがないと判断した者には容赦なく転属願を突きつける冷徹な人物であった。

### 第2話
風間から転属願を突きつけられた瓜原は、県警本部に転属願を提出するが、風間の苦言を彼の上司である眞堂丈史を介して聞かされ、何があっても逃げないと決意する。警察事務員の伊上幸葉は、そんな瓜原に「犯人が出した謎ではなく、風間さんが出した謎を解けばいい」とアドバイスをする。

### 第3話
風間と新たにバディを組むことになった隼田聖子は、小学四年生の娘のゆかりと「できることは一人で、できないことは二人で」を合言葉に娘と助け合って仲良く暮らしているシングルマザーだったが、刑事の仕事と娘の生活の両立に悩まされていた。

### 第4話
風間と隼田は、人気工芸家である浦真幹夫の遺体が発見された自宅へ臨場する。遺体は腐敗しており、死後4日経過していた。風間は隼田に所見を求めると、隼田は遺体の頭部にある傷が真横よりやや正面についていることから、向き合っている時に殴られたものと判断し、顔見知りによる犯行だと答える。

### 第5話
風間の元に新人刑事の遠野章宏が配属される。小さいころから警察官に憧れていた遠野は、警察学校を優秀な成績で卒業し、警察学校の校長である四方田秀雄からの強い推薦で風間道場で指導を受けることになったのだ。そんな折、一軒家で変死体が見つかり、遠野と風間は現場に臨場する。死体で発見されたのは大学教授の梨多真夫で、彼は一人暮らしをしていた。遠野は教授の身になると言い出し、自宅のテラスの柵からカメラを構えるとすぐに殺人だと断定する。

### 第6話
熊乃背山の登山口近くで変死体が発見される。死体は頭部と両手首が切断されていた。事件現場に臨場した風間は、遠野に死体の絵を描くように指示する。そこで遠野は遺体の右肩が左よりも下がっていると気づく。鑑識員の阿部悦子から科捜研がDNA型を調べて行方不明者の身元を特定するまで3日と言われると、風間は遠野に鑑定結果が出るまでに犯人を仕留めろと命じる。

### 第7話
風間と遠野が強盗犯の張り込み中に千枚通しで男に襲われた翌日、事件現場では現場検証が行われ、風間は右目にガーゼをして参加する。現場検証には、かつての風間から指導を受けていた隼田聖子の姿もあった。別の日、風間は舞台俳優の元木伊知朗が縊死したというアパートに臨場する。風間は新しく指導を受けることになった鐘羅路子と対面する。鐘羅は遠野が襲われたことを知っており、自分は仕事に命を賭けることができるのか不安を感じていた。

### 第8話
鐘羅と風間は、変死体が発見された木造一軒家に臨場する。死体に外傷が無かったことから毒殺と判断し、家の仏壇から亡くなった小田島澄香の住所録が発見される。住所録には氏名と住所、電話番号が記載されており、住所録には鐘羅の彼氏である西田徹とその友人の実相寺実の名前があった。鐘羅は西田から頼まれ、薬物対策科の梅津に実相寺の捜査状況に探りを入れる。

### 第9話
風間と遠野が十崎波琉に刺された事件の専従捜査チームが集まっていた。捜査チームのメンバーである柳沢浩二は、十崎は事件後潜伏先に戻っておらず、事件発生時にビルにいた者のリストを作り情報を取集し、リストの女性を襲撃するが悲鳴をあげ無事だったことを風間に報告する。また、バイク便ドライバーの鳥羽暢照が十崎を目撃した可能性があるが、彼とは連絡が取れず、十崎はまだこの街にいると報告する。隼田も風間に恩返しをするために専従捜査チームに加入したことを風間に伝える。風間道場に被疑者に暴力を振るなどの素行の悪さが原因で中込兼児が配属される。

### 第10話
風間と中込は、変死体が発見された住宅に臨場する。死亡したのは仁谷清香で、夫の仁谷継秀によると、清香は1年ほど前から認知症を患っていた。それを知った中込は認知症を患っている母のことを思い出す。そんな折、十崎に襲われて入院していた遠野の容態が急変した。

### 最終話
清家総一郎の自宅で甘木保則の遺体が発見される。保則の背中には千枚通しが突き刺さっていた。最初に警察に通報したのは清家で、清家は「義理の息子が殺されたようだ」と通報していた。清家は二年前に実験中に起きた事故によって失明していた。風間と共に現場に臨場した隼田は、視覚障害者であることから清家に殺人は不可能だと判断し、十崎の行方を追おうとする。

## キャスト

### 主要人物
風間公親（かざま きみちか）
演 - 木村拓哉
神奈川県警察学校教官。階級は警部補。
病気休職した植松貞行の代わりに植松教場の代理教官を務める。担当教科は地域警察と刑事警察。拳銃実習や臨場実習、点検教練にも顔を出している他、警察学校の庭にある花壇の手入れをこまめに行っている。義眼の右目と白髪交じりの頭が特徴。
退校届の用紙を収めたバインダーを常に持ち歩いている。右目を失って以降、本人曰く視覚以外の感覚が年々鋭くなっているようで、訓練生の些細な変化や嘘、隠し事を瞬時に見抜き、適性が無いと判断した場合は容赦なく退校届を突きつける冷徹な教官。
その一方で、訓練生の長所や得意分野も把握しており、警察官として見込みのある訓練生や、問題を起こしても立ち直りの意思を見せた者には特別な課題を出し、それをクリアさせることによって挽回のチャンスを与えている。警察に恨みを持つ都築耀太や自身の行動を悔やんでいる石上史穂など、心に傷を抱える訓練生に対しては、その傷を突き追い込むことでトラウマを克服させている。卒業式では、課題をクリアし人としても警察官としても成長した訓練生を褒め、激励の言葉を贈る。
折に触れて、警察に恨みを抱いていることを公言して憚らず、「私ほど警察を呪っている人間はいない」「命を捨ててでもこの組織には報復したい」とも語っている。
元は刑事部捜査一課の刑事。四方田秀雄が送り出した遠野章宏をはじめ、新人刑事のバディ兼指導官として共に捜査する。2019年2月26日の夜、桜部町の雑居ビルで十崎に職務質問した遠野が千枚通しで刺され、取り押さえようとするも右目を刺され失明する重傷を負う。それ以降、右目に義眼を装着している。四方田曰く、「この件がきっかけで現在のように冷徹かつ厳しい人物になった」とのこと。
地域課の警官の拙劣な捜査で、遠野を殺害した十崎を逮捕する絶好の機会を逸したことを憂い、警察官の質を高めなければならないとの思いから、自ら異動を申し出て警察学校の教官の任に就いている。
宮坂定（みやさか さだむ）
演 - 工藤阿須加（教場、教場II）
第198期風間教場訓練生→川崎原警察署地域課 鷹木交番勤務。階級は巡査→警部補。
運転免許を取り立ての大学生時代に、雪道を運転中に事故で遭難しかけたところを付近を巡回していた平田国明に救助される。この一件で警察官に憧れるようになるが、親に反対されたため、一度は小学校の教師に就く。
偶然同期になった恩人の息子・平田和道が授業で遅れを取っていることを不憫に思っている。職務質問の授業でわざと下手なふりをするなど、あえて落ちこぼれを演じていたが風間に見抜かれ、植松に対し背信行為を働いたとして風間教場では初の退校届を突き付けられる。同時に、その日の出来事を直接報告する「課題」を与えられる。心身共に追い詰められた平田の自殺未遂に巻き込まれたり、密造銃を持ち込んだ南原哲久に警察手帳を奪われるなど幾度となく危機に陥るが、課題をクリアし徐々に警察官に必要な適性を掴んでいく。同期が皆強い思いを抱いて警察学校に入ったのに対し、ただの憧れで警察官になった自分の立場に悩むが、様々な経験の中で「警察官に甘えは通用しない」と自覚するようになり、無事に卒業式を迎える。卒業式では風間から「死ぬなよ」と言葉をかけられる。
卒業後、第200期の仮入校期間の指導員として警察学校を再び訪れ風間と再会。他人より遅れを取っていた漆原透介にかつての自分を重ね合わせ気にかけており、度々声をかけて励ましている。200期の入校式で風間に声をかけられてわずかに言葉を交わしており、一緒に写真を撮ろうとしたが早々に風間が立ち去ってしまったために辛うじて後方に小さく写る写真を撮影して同期の仲間に送った。仮入校期間が明け通常勤務に戻ったが、信号機が故障した交差点での交通整理中、門限に遅れそうになっていた漆原を通して「頑張れよ」と言葉をかけた直後、交差点に進入してきた車に撥ねられ殉職する。
鳥羽暢照（とば のぶてる）
演 - 濱田岳（教場II、教場0 第6話・最終話）
第200期風間教場訓練生→交通機動隊。
前職はバイク便のライダー。30歳目前にして定職に就いていないことを焦り、幼少時に憧れたことのある白バイ隊員を目指し警察官を志す。教場最年長であり、同期からは「先輩」付けで呼ばれるが本人は不満に思っている。同期生に対し仲間意識は抱いておらず、距離を置いている。
交通取り締まりに必要になる耳を鍛えているため聴覚が非常に優れており、車の音を聞いたり水面の波紋を見たりしただけで正確に速さを当てる特技を持つ。しかし、水泳訓練で溺れた稲辺隆を助けた際に急性中耳炎を発症し、聴力が減退してしまう。それを風間に悟られまいと日記に嘘の記述をし、さらにそのことが発覚するのを恐れたため、無断外出を疑われていた稲辺を図書室で目撃していたにもかかわらず「見ていない」と虚偽の報告をする。日記に嘘を書いたことと稲辺の件で虚偽の報告をしたことで、風間から退校届を渡される。その翌日、稲辺からアリが入ったイヤーマフを接着剤で両耳に付けられ、鼓膜を食い破られて大怪我を負う。
年齢を経るにつれて白バイ隊員への憧れも薄れた自分が何となく警察官となったことや、稲辺を裏切ったことなどに複雑な思いを抱くが、忍野めぐみや堂本真矢、漆原ら同期生との交流や、比嘉太偉智の「警察官になることが稲辺への償いになる」との言葉を受け、決意を新たに訓練に励む。
衰えていた聴力が回復し、無事に迎えた卒業式では、風間より「子供のころの夢を思い出せ」と激励を受けると共に「私の右目について覚えがあるな?」と問われ、何かを思い出したような表情を見せる。警察学校卒業後は夢であった白バイ隊員になり、宮坂が殉職した交差点で交通整理を行う。
かつてバイク便のライダーをしていた際、風間が右目を失った事件の現場となった桜部町のビルに花を届けに訪れており、風間たちを襲い、階段を下りてきた十崎とぶつかっている。その後、千枚通しで刺された遠野に呼びかける風間の声を聞く。
後日、県警本部に出頭するが、十崎の顔を明確には認識しておらず、曖昧な証言をする。
遠野章宏（とおの あきひろ）〈28〉
演 - 北村匠海（教場II、教場0 第4話 - 第10話）
神奈川県警の刑事。風間の部下として共に捜査をしている。192期訓練生時代に花壇の花を育て、風間や四方田秀雄が世話を引き継ぐ。階級は巡査部長→警部。
訓練生時代は四方田が気にかけていた生徒であり、術科は苦手だったが座学の成績は優秀。卒業後、風間に預けられる。
2019年2月26日の夜、強盗犯の張り込み要請を受けて風間と雑居ビルの屋上で不審人物に声をかけ、見失った直後に背後から千枚通しで頸部を滅多刺しされる。風間に「僕は刑事になれますか」と問いかけて意識を失い、風間と共に病院に搬送される。その後、一度は意識を取り戻すものの容態が急変し殉職する。
十崎波琉（とざき はる）〈35〉
演 - 森山未來（教場II、教場0 第2話 - 第9話・最終話）
千枚通しで風間と遠野を襲った人物。長髪で全身黒ずくめの服装。
15年前に刺殺事件で風間に逮捕され、自白に追い込まれたことで懲役15年の実刑となる。3か月前に出所後は行方不明だったが、出勤途中の伊上幸葉とぶつかった隙にバッグに千枚通しを入れたり、警察署や事件現場、容疑者の自宅など、風間の行動範囲に出没する。
2019年2月26日の夜、大雨の中を雑居ビルの屋上で遠野の頸部、風間の右目を千枚通しで刺して重傷を負わせ逃走。当時バイク便ライダーだった鳥羽に顔を見られている。
後日、南富福商店街にて公務執行妨害で逮捕され、県警本部で取り調べを受ける。しかし、当時は千枚通しを持っていたものの無抵抗であったため、担当弁護士が公安委員会に警官からの暴力行為があったと抗議。検察も同様の見解を示したことと、確実な目撃証言が鳥羽から取れなかったこともあり釈放される。
その後、警察学校の教官となった風間の背後に現れ、「妹はどこだ」と問いかけ姿を消す。

### 初任科第198期短期課程 植松教場・風間教場（教場）
楠本しのぶ（くすもと しのぶ）
演 - 大島優子（教場II）
第198期風間教場訓練生。
前職はインテリアコーディネーター。岸川沙織と仲が良く、また他の生徒からも信頼の厚い姉御肌。
取調べ技術に優れ、風間や服部からも評価は高い。風間から警察官を志した動機を尋ねられ「子供のころからの憧れ」と回答するが、実は交際していた男性を轢き逃げした犯人を自分で逮捕するためである。花粉症で、ミントオイルを染み込ませたハンカチを常に持っている。写真に写った岸川の車の色がひき逃げ車の弁柄色に似ていたことで彼女を犯人と思い込み脅迫状を送りつけ、自身は味方を演じることで自白させようと目論む。しかし、便箋に染み付いたミントオイルの香りから差出人の正体に気づいた岸川によって、駐車場のパレットに太腿を挟まれ重傷を負う。風間に問い詰められ全てを打ち明けると、自身が思い込みで岸川を疑っていたことを指摘され、宮坂に次いで退校届けを渡されるが見込みがあると判断されたため学校に残り、松葉杖で授業にも復帰する。身動きができない状態で追及した風間に不信感を抱くが、四方田に諭されたことと、救助訓練の授業で彼の行動の意味を理解し、警察学校を去った岸川を訪れ互いに謝罪し和解する。
卒業検定で都築と彼の父親を罵倒した風間に反発するが、風間の意図と都築の思いを聞いたことで、警察官は常に苦しんでいる被害者の気持ちを考えるということを自覚する。
風間から受け取った退校届の用紙を、卒業後もお守りとして持ち続けている。
都築耀太（つづき ようた）
演 - 味方良介（教場II）
第198期風間教場訓練生→桂戸警察署 遏味交番勤務。
警察官を志望した動機を聞かれ、「警官に色々と文句があるから」と答えている。ポーカーフェイスで学科成績は優秀だが、実技は今一つと評される。捜査一課の刑事だった風間がなぜ教官に転身したのか不審に思い、彼の素性を調べている。
他の生徒たちとは距離を置いており、親しい相手はおらず孤立している。「警官に恨みがある」という志望理由の通り、訓練生に「課題」を与える風間には規則に無いと面と向かって協力を拒否し、風間から「課題」を課された生徒に対して「教官のスパイ」と呼ぶ。特に、警察官に憧れて警察学校に入った宮坂を度々嘲笑するなど、敵意を隠そうとしない。
実家は町工場を経営していたが、不景気により多額の借金を背負い、税金も払えなくなったため廃業している。かつて、税務署の職員と借金取りの争いを仲裁した父親が警察官に不当な扱いを受けるのを目の当たりにして以来、警察に失望し強い恨みを抱くが、同時に「苦しむ人の側に立つ警察官」を志すようになる。風間に父親を侮辱されて初めて感情を爆発させ、そこで警察官になった本当の理由を打ち明ける。
卒業式では、自分の想いを言葉に出来たことを風間に感謝する。その際、風間から父親に対する発言の謝罪と撤回を受けている。
菱沼羽津希（ひしぬま はづき）
演 - 川口春奈（教場II）
第198期風間教場訓練生→山手南警察署 堂崎交番勤務。母親は県警幹部。
容姿端麗だが警察学校の訓練生とは思えないほど軽い性格で、授業中にこっそり手鏡で化粧のチェックをしているほど。このため、服部京子や須賀太一の頭を悩ませている。枝元佑奈とよく行動を共にしているが、彼女のことは自分の引き立て役としか思っていない。風間に色仕掛けを企むが、逆に自身の問題点を指摘され退校届を突きつけられる。初めて自分を否定され、追い討ちをかけるように見下していた枝元に実技と学科で遅れを取る。その行動が身勝手な自分を矯正するために敢えてやっていたことに気づくが、枝元は実家の都合で退校することになる。枝元の真意を理解してからは、軽薄で他人を見下していた自分を見直し始め、人間的に成長する。
卒業式では、枝元が想いを寄せていた相手のためにも、警察官として立派にやっていくことを風間と約束する。
日下部准（くさかべ じゅん）
演 - 三浦翔平（教場II）
第198期風間教場訓練生→横浜中央警察署 浦紗交番勤務。32歳。
元プロボクサーだったが4回戦止まりでライセンスを返上し警察官に転職する。妻子持ち。都築とは対照的に実技は優秀だが学科はからっきしで、補講や追試に追われている。警察学校に本来では持込禁止のものを持ち込んで売っている「調達屋」の存在を知り、自分で捕まえ手柄にしようとする。石山広平から調達屋の正体が樫村卓実であると聞き彼を問い詰めるが、逆に成績の悪さを指摘され、見逃す見返りとして学科の模範解答を受け取ってしまう。それによって、警察学校で発生した小火の犯人に仕立て上げられ退校の危機に直面する。風間が樫村の所行を暴き小火の犯人ではないと立証されるが、今度は不正を働いた咎で退校を言い渡される。この件をきっかけに自身の弱さを見直し、風間から見込みありと判断され退学は免れる。その後は自分の力で勉学に励み、学科の点数も上げていく。
卒業式では「次ダウンしても立ち上がれるな?」と風間に問われ、「負ける気がしません」と力強く答える。
石山広平（いしやま こうへい）
演 - 村井良大（教場II）
第198期風間教場訓練生。
笑顔が絶えず、枝元の大盛りご飯をひやかしたり、樫村が描いたあからさまに嫌らしい岸川のデッサンを欲しがるなど、教場のムードメーカー。樫村に成人向け雑誌の調達を依頼していたが、日下部に見つかり全て白状する。風間にも調達屋の存在と調達を依頼したことを打ち明けるが、自分から申し出たため不問にされる。
その後は大きなトラブルを起こしたり風間から退校を告げられることなく、無事卒業を迎える。卒業式では風間からその明るさを評価され、涙ながらに敬礼する。

以上の5名は卒業から2年後、風間に警察学校に呼び出され、宮坂が殉職したことを伝えられる。同期生の突然の死を受け入れられず、日下部は漆原透介に詰め寄るが、風間から「職務で弔え!」と一喝され、宮坂が第200期生の入校式で撮った写真に涙ながらに敬礼する。
平田和道（ひらた かずみち）
演 - 林遣都
第198期風間教場訓練生。
外食チェーン店やビルの管理会社を転々とし、警察官に転職する。以前の職場はそれぞれ、残業の多さや同僚からのいじめを苦に辞めている。父親はかつて宮坂を助けた駐在所の警察官。暗い性格かつ教場一の落第生で、他の生徒より遅れをとっている。宮坂を「宮ちゃん」と呼び、トイレ掃除を手伝うなど仲が良いが、実は彼が自分に気を使ってわざと落第生を演じていることを見抜いており、内心では嫌っている。厳しい規則と罰則に辟易しており、風間に「辞めてもいいです」と吐露するなど心身共に追い込まれている。ある晩とうとう自信と気力を失ってしまい、ランニングの帰りに宮坂を自室に監禁し、トイレから持ち出した塩素系洗剤と自ら持ち込んだ硫黄成分入りの入浴剤を用いて硫化水素ガス自殺の道連れにしようとする。しかし、この企てに気付いた風間が洗剤を水にすり替えていたために未遂に終わり、退校処分を受けて警察学校を去る。
南原哲久（なんばら てつひさ）
演 - 井之脇海
第198期風間教場訓練生。
あだ名は「南ちゃん」。銃器マニアで、楠本をサバイバルゲームに誘う。銃について詳しいため、射撃訓練の成績は優秀。休暇外出の間に殺傷性を持つ拳銃を密造しており、手入れ中に暴発させて腕を負傷する。
警察学校に持ち込んだ密造銃を宮坂に発見され、彼の警察手帳を奪うことで口止めする。病院の診断書から全てを見破った風間に隠した拳銃と弾薬を発見され、射撃訓練場で風間に銃口を向けられ追及される。宮坂の手帳の隠し場所を白状した後、逮捕され退校処分を受ける。
樫村卓実（かしむら たくみ）
演 - 西畑大吾（なにわ男子）
第198期風間教場訓練生。
「どうもです」が口癖。夜間の模擬交番での当直を面倒くさがり、「警備会社にでも頼めば良いのに」とぼやく。ふりかけ、マジックペン、果ては化粧品まで、学校生活における必需品を頼まれると簡単に手に入れる。
ゲーム機や過去の試験情報など、持ち込み禁止の物資を密かに調達して生徒に売る「調達屋」でもある。日下部に正体を見破られるが、逆に彼の成績の悪さを指摘し、見逃す見返りとして過去の授業レポートを渡す。それによって日下部を、樫村の先輩・尾崎賢治が学校敷地の模擬室で起こした小火騒ぎの犯人に仕立て上げ、退校の危機に陥れる。しかし風間に模擬交番の机に手錠で繋がれ、全てを暴かれたうえで退校を言い渡される。
岸川沙織（きしかわ さおり）
演 - 葵わかな（教場II）
第198期風間教場訓練生。
気弱で繊細だがそんな自分を変えるために警察官になる。楠本といつも行動を共にし、また些細なことでも頼りにしている。学校生活にも慣れてきた最中に差出人不明の脅迫状が届いて精神が不安定になり、取調べ訓練中に貧血を起こして倒れるほど追い詰められるが、楠本に元気付けられる。だが、脅迫状の差出人が楠本であると気づき、彼女を駐車場で罠にかけて重傷を負わせ、学校を去る。その後はカフェでアルバイトをしている。楠本の訪問を受け、互いに相手への仕打ちを謝罪し和解する。
第198期生の卒業後は交番勤務に就いた石山と再会し、彼に敬礼を送る。さらに2年後、宮坂が殉職した現場を訪れ、静かに手を合わせる。
枝元佑奈（えだもと ゆな）
演 - 富田望生（教場II、教場0 第1話）
第198期風間教場訓練生。
元女子レスリング選手という異色の経歴の持ち主。菱沼と行動を共にする。ご飯はいつも大盛り。女子生徒の中で最も体格が良く、警備実施（機動隊訓練）でフル装備の須賀を突き飛ばし返り討ちにする。訓練を視察に来ていた機動隊員に才能を見込まれ、機動隊にスカウトされている。手話が得意。
実家は旅館「松浅園」を営んでいる。病気で入院した兄に代わって後を継ぐことになり、自主退校までに菱沼の自分勝手な振る舞いを正そうと奮闘する。その真意に気づき自身を正す決意をした菱沼と別れの抱擁を交わした後、大粒の涙を流しながら警察学校を去る。実は風間に密かに想いを寄せており、菱沼とテレビの取材を受けた際、教官を尊敬しているという菱沼の発言に合わせて「好き」という手話を用いている。
警察学校を去った後は旅館で女将の修行に励んでおり、接客でも得意の手話を活かしている。駐在所の警察官と交流があり、「板についてきたな」と笑顔を褒められる。宮坂が殉職の前に送ってきた写真を旅館に飾り、月命日には供え物をし手を合わせている。
その他の第198期訓練生
青島恭平：狩野見恭兵
東太郎：東龍之介
内山航海：内田航
太田豊：島丈明
岸田征史：山岸健太
北乃あかり：北原帆夏
木村明：木村文哉
佐野みく：佐野光来
菅裕輔：菅裕輔
竹内志乃：豊泉志織
寺川空：工藤大貴
中田明彦：中田健太郎
新実芹菜：新実芹菜
芳賀龍二：堀丞
蓮田練：江原蓮
橋口遼：高山遼登
平岡仁：平岡亮
星野礼：松宮なつ
山崎優莉奈：木﨑ゆりあ

### 初任科第200期短期課程 風間教場（教場II）
石上史穂（いしがみ しほ）
演 - 上白石萌歌（教場）
第200期風間教場訓練生。
元は初任科第199期短期課程の訓練生で、同期生の浦美慶介や出馬求久とも仲が良かった。しかし、交通取締の実習で出馬が総代の座を得るために故意に浦美を車で撥ねたことを知り、彼女なりに出馬を気遣うが、出馬は目の前で飛び降り自殺を図る。このことがトラウマとなり、「自分のせいで出馬を傷つけた」という後悔から体調不良を理由に休学するが、警察官の夢を諦めきれず、1年後に200期の訓練生として復学する。しかし、「自尽」という言葉を聞いたり、人の死に直面するような場面で手に震えが起こるなど心の傷が残っている。
風間に「警察官は市民の命を背負っている」と言葉に出して復唱させられた後に「君はすでに出馬のことを背負っている」と諭されたことでトラウマを克服し、卒業前に出馬、浦美と再会する。怪我を治して再び警察官を目指すという出馬の決意を卒業式で風間に報告する。
忍野めぐみ（おしの めぐみ）
演 - 福原遥
第200期風間教場訓練生。
かつて性犯罪の被害に遭った際、警察官に救われたことがきっかけで警察官を目指している。希望部署は生活安全課。運動が苦手で術科の授業で遅れを取っており、別教場の鈴木美沙（演 - 浅見姫香）と高見香菜（演 - 古畑星夏）からいじめを受ける。堂本真矢から励ましを受けると同時に筋力トレーニングなど体作りの方法を教わり、いじめに負けないような逞しい心身へと変わっていく。漆原透介からも、「目に見えて強くなった」と評される。
ハーモニカが得意で、風間からその音色を評価されている。
堂本が備品紛失の犯人であると気づき、証拠品をすり替えたため風間から犯人隠匿の咎で退校届を突き付けられる。自分を庇っていたことに気づいた堂本から腕時計を託され、警察学校を去る彼女の求めに応じハーモニカを吹く。
卒業式では「人は変われます」と、堂本との出会いを経て成長したことを風間に語る。
漆原透介（うるしばら とうすけ）
演 - 矢本悠馬
第200期風間教場訓練生。
時間の感覚が通常の人間と異なるために頻繁に遅刻したり、パニックに陥りやすいため須賀太一らからたびたび叱責を受ける問題児。ある日外出から帰校してから、校内を走り回り、授業中もトイレを理由に飛び出すなど明らかに挙動不審となり、須賀をはじめとする副教官たちからは覚醒剤の使用を疑われる。
外出した日、門限に遅れそうになったところを信号機が故障した交差点で交通整理をしていた宮坂定に通してもらい、その直後に車に撥ねられた宮坂のことを錯乱するほど気にかけており、安否に関する通達書を探すことが彼の本当の目的であった。しかし、やっと見つけた目的の通達書には宮坂の殉職の報告が記載されており、その場で泣き崩れる。
宮坂の殉職に責任を感じて自ら風間に退校を申し出るが、宮坂の命を背負っていることを諭され警察学校に残る。その後は集合時間10分前に行動するようになり、比嘉太偉智から剣道の稽古を受けるなど警察官として成長していく。
卒業式では改めて風間から覚悟を問われ、「宮坂先輩は僕の中で生きています」と敬礼する。
比嘉太偉智（ひが たいち）
演 - 杉野遥亮
第200期風間教場訓練生。真面目で実直な性格。高校と大学では剣道の国体選手。道場で風間の相手を務めたり、漆原に稽古をつけている。
成績優秀なことや真面目な性格を副教官・田澤愛子から目を付けられ、故意に誘惑されたが固辞する。田澤に「教官に言い寄る問題児」として虚偽の報告をされ退校の危機に陥るが、全てを見抜いた風間によって難を逃れる。
救助訓練の最中、足を滑らせた田澤の腕をつかむが彼女への恐れによる躊躇いもあってか引き上げられず、転落し負傷させてしまう。このことに責任を感じ、自ら進言して風間から退校届を預かり、後日復帰した彼女に警察官として心身ともに強くなる決意を伝える。
卒業式では、警察の剣道大会で優勝すると風間に宣言する。
杣利希斗（そま りきと）
演 - 目黒蓮（Snow Man）（幼少期：西山蓮都）
第200期風間教場訓練生。母（演 - 太田真希）は神奈川県警の幹部。
冷静な観察眼を持ち教養・実技・術科とも優秀だが、拳銃操法のみ苦手としている。警察官となったのは母の強い希望に逆らえなかったからであり、本人は母を憎んで辞めたがっている。故意に騒ぎを起こして退学になろうと、爆弾の材料になり得る校内の物品を盗んで隠し持っていたが、風間に見抜かれて未遂に終わり、退校を言い渡されると同時に「警察官になった方がいい理由」を考えるよう課題を与えられる。その際に伊佐木陶子との間に自身の子供ができたことを知り、彼女や子供のためにも警察官を続ける決心をする。
幼少期にパーティー会場で伊佐木に見られているが、当時は彼女の存在に気付かず、その後はパーティーのことさえも忘れている。
卒業式では総代として答辞を読む。その直後、伊佐木に右手の拳を胸に押し当てるポーズを当てて結婚を表明した。風間に後悔が無いかと聞かれ「母が喜ぶと思うと悔しいですが」と付け加えながらも、警察官になることへの迷いを完全に断ち切ったことを伝える。
坂根千亜季（さかね ちあき）
演 - 樋口日奈（乃木坂46）
第200期風間教場訓練生。争いを好まない温厚な性格で、意図せずトラブルに巻き込まれることこそあったものの、特に何も問題を起こすことなく無事に卒業する。
忍野と同じく音楽クラブに所属し、木琴を担当している。卒業式では風間から「音楽は続けるといい」と言われ、涙を浮かべながら頷く。
吉村健太（よしむら けんた）
演 - 戸塚純貴
第200期風間教場訓練生。
食堂で漆原に席取りされたり、忍野をいじめていた別教場の生徒にナンパをするなど、明るくムードメーカー的存在。初めての授業で風間の指示で鳥羽が急に暴れ出した際には、真っ先に教場の外に逃げてしてしまった上、犯人に遭遇した場合どうするかと風間に問われ「警察官に通報します」と的外れな答えをして風間を呆れさせる。
授業中に空気の読めない言動をして風間に睨まれたり、田澤との一件でナーバスになっている比嘉の怒りを買うことなどはあったが、持ち前の明るさで訓練を乗り切る。
卒業式では初めての授業と同じ質問を風間から受け、「警察に通報せず自分で捕まえます」と答える。
稲辺隆（いなべ たかし）
演 - 眞栄田郷敦
第200期風間教場訓練生。
勉学は苦手だが手先が器用で、教師から勧められた鑑識を目指す。年が離れた鳥羽と親しくなろうとする。昆虫採集が趣味で、鳥羽の部屋に入り込んだアリを捕まえて飼おうとしている。
ある日、無断外出の嫌疑をかけられてしまい、自身の日記に書いた嘘が発覚することを恐れる鳥羽からアリバイ証言を拒まれる。そのため、無実であるにもかかわらず須賀から体罰同然の追求を受け、嘘の証言をした鳥羽に対し恨みを募らせる。鳥羽を射撃訓練場に誘い出し、アリが入っているイヤーマフを瞬間接着剤で鳥羽の両耳に貼り付け、鳥羽に対する憎しみをぶちまける。アリに彼の鼓膜を食い破らせることで復讐を遂げ、警察学校を退校となる。
堂本真矢（どうもと まや）
演 - 高月彩良
第200期風間教場訓練生。
勝ち気で負けず嫌いな体育会系女子。子供のころにいじめに遭い、強くなろうと格闘技を習っている。そのため、術科の授業ではその腕前を服部に褒められる。他の女子学生にいじめられていた忍野を助けたことで彼女と親しくなる。トレーニング室で筋トレに励んでおり、稲辺との一件で塞ぎ込んでいた鳥羽も誘うなど面倒見のいい性格。
実は同性愛者であり、坂根が触れた備品を盗んで隠匿していたと発覚したため退校を言い渡される。最後の夜、腕立て伏せができるようになった忍野を見て、自分がいなくても大丈夫だと自分の腕時計を託し、「警察をやめないように」という願いを伝える。盗んでいた備品は坂根の使っていたものばかりだが、似顔絵の授業にて画用紙の裏にハーモニカを吹いている忍野の姿を密かに描くなど、もっとも想いを寄せている相手は忍野であったかのような描写がある。これも風間には見抜かれていたが、「しっかり想いは伝えたか」との問いには涙を浮かべながら「いいえ」と答え、大粒の涙を流しながら警察学校を去る。
伊佐木陶子（いさき とうこ）
演 - 岡崎紗絵（幼少期：山崎莉里那）
第200期風間教場訓練生。警察一家の一人娘。父（演 - 佐藤誠）と叔父は神奈川県警の幹部。
誰にでも人当たりのよい優等生。教養・実技・術科とも優秀で、風間をもってして「君は警察が欲しい人材だ」と言わしめるほど。また、風間の課題を一番にクリアした際には四方田校長より「成績優秀賞」を授与される。
警察学校の自室に持ち込んだ写真立てには、幼少期のころに連れて行かれた警察関係者のパーティーで撮られた記念写真が収められている。そのパーティー会場で見かけ、同じ集合写真に写った少年を気にかけ続けている。
課程の後半に食欲が無くなり、徐々に最下位に近づくほど成績が下がり、ランニング中に倒れるなどの異変が起こる。これは同じ境遇の杣と休暇外出の際に関係を持ち、お腹に杣との子供を妊娠していたためであった。杣と共に警察官への多少の未練を語りながらも、元々望んでいたことだと退校を決意するが、石上から休学を提案され、妊娠・出産が済んだらまた警察学校に戻ることを決心する。教場を離れた彼女の机のネームプレートは、通常の退校者や休校者とは異なり花の絵が描かれたチャック袋に入れられる。
第200期の卒業式に参列した際に、杣が右手の拳を胸に押し当てるポーズを取ったことで、写真の少年が杣本人であることを悟り、大粒の涙を流す。そして、杣と無事結ばれる。
矢野一誠
演 - 長友郁真
第200期風間教場教場長。
その他の第200期風間教場訓練生
雨沢光：青波凜
伊吹駿太郎：伊吹駿太郎
入江昭広：朝日奈寛
乙坂ひなた：中田陽菜子
甲斐聖人：落合優人
川添和巳：足立英
久我瀬ゆず：羽瀬川なぎ
倉遼馬：土橋竜太
黒山よう：米野真織
小泉愛：尾屋葵
椎名修二：市川知宏
志田翔：小澤翔太
千葉七菜香：吉村優花
中本優：江浦優大
浜名浩二：浜名一聖
林重充：牧亮佑
日向賢二：塩顕治
松浦きき：松浦りょう
松崎涼：松﨑亮

### 初任科第199期短期課程 風間教場（教場II）
浦美慶介（うらみ けいすけ）
演 - 三浦貴大（教場）
第199期風間教場訓練生。教場長。
出馬求久とは総代の座を競い合うライバルであり、一番の親友。ある日、交通取締の実習中に出馬が運転する車が暴走し、撥ねられて右腕と右足を骨折する重傷を負う。その後は復学し、無事卒業する。
復学した石上史穂や出馬と再会する。すでに出馬とのわだかまりは解消されているようで、かつての同期と談笑する。
佐久野みゆ（さくの みゆ）
演 - 佐久間由衣（教場）
第199期風間教場訓練生。家庭の事情で退校することとなり、別れの挨拶の際に浦美と出馬に励ましの言葉を送る。
小嘉竜一（こが りゅういち）
演 - 嘉島陸（教場）
第199期風間教場訓練生。ムードメーカー的存在。
出馬求久（いずま もとひさ）
演 - 重岡大毅（ジャニーズWEST）
第199期風間教場訓練生。
浦美とは親友であり、総代の座を競い合うライバル。交通取締の実習中、車の中に入ってきたハチに驚いてハンドル操作を誤り、浦美を撥ねてしまう。しかし、県警幹部による事情聴取を受け、実際は総代になるために故意に暴走したことが発覚し、退校を告げられる。屋上で途方に暮れているところを石上から励まされたが、これがかえって追い討ちとなって飛び降り自殺を図る。一命は取り留めるが腰の骨を折るなどの重傷を負い、足に後遺症が残って警察学校を去る。
のちに卒業前の石上と再会し、和解する。浦美とのわだかまりも解けているようで、後遺症を克服し再び警察官を目指すことを約束する。その決意は第200期の卒業式で石上から風間に伝えられる。
伊東求久（いとう もとひさ）
演 - 伊藤健太郎（教場）
第199期風間教場訓練生。
その他の第199期風間教場訓練生
蒼井糸：中村優里
今村一：神崎まどか
大野青：津田恭佑
大森翔吾：大森翔吾
榊舞紀：中西裕胡
佐野大和：三浦大和
清水哲由：山口葵
新城守：竹之内隆志
壇よう子：大河原恵
中谷那凪：小牧那凪
長澤幸：吉田愛美
早川萌々：倉河奈央
羽良茜：奏羽茜
南一平：河本祐貴
南佳世：ミズモトカナコ
箭内夏海：谷本琳音
若林廉也：若林廉也
役名不詳：稲田崇光、内田浩平、海老沢七海、乙木勇人、草野大成、髙橋佳子、藤井武美、前田瑞貴、南北斗

### 教官
服部京子（はっとり きょうこ）
演 - 佐藤仁美（教場、教場II、教場0 第1話）
神奈川県警察学校教官。第198期風間教場の副教官。階級は警部補。学科担当。
真面目だが須賀太一の話を射撃訓練用のイヤーマフで遮ったり、実技で死体役だった南原哲久が自分の質問に答えようとした際に突き放すなどやや陰険な性格。警察学校に赴任したばかりのころは生徒と親しく接していたようだが、それを咎められたという。生徒を褒めることは滅多に無いが、楠本しのぶの取り調べの技術や堂本真矢の格闘技の腕前は評価している。学校に取材が来た際にはメイクを張り切り、生徒そっちのけで目立とうとする。
第199期風間教場でも副担任を務め、第200期の授業では座学の他に術科も担当している。訓練生と親しくする田澤愛子に苦言を呈するが、無視された上に須賀にもはぐらかされてしまう。
卒業式では風間と共に学生たちを見送る。
須賀太一（すが たいち）
演 - 和田正人（教場、教場II、教場0 第1話）
神奈川県警察学校教官。階級は警部補。術科担当。
「力は正義だ」が信念で、常に怒声を浴びせつつ生徒に接する。警備訓練では鉄パイプ片手に訓練生を攻撃するが、元女子レスリング選手の枝元佑奈には簡単に返り討ちに遭う。服部や小野春江にはまともに話を聞いてもらえない。
第200期風間教場では田澤が赴任するまで副教官を務める。服部の話をはぐらかすなど、彼女にささやかな反抗をするようになっている。
小野春江（おの はるえ）
演 - 高橋ひとみ（教場、教場II）
神奈川県警察学校の用務員。
退校していく生徒の机のネームプレートをピンセットで取りチャック袋に回収するという、業務なのか趣味なのかわからない奇怪な行動が特徴。休学となった伊佐木陶子のネームプレートのみ、花柄の可愛らしいデザインのチャック袋に入れている。淡々としており笑うことはない。服部と同様、須賀の話をまともに聞かない。警察学校に取材が来た際には、メイクを張り切っている。
第200期風間教場の訓練生が指紋採取の課題を出された際には、真っ先に指紋の持ち主と疑われ、周囲を検索されてしまう。
植松貞行（うえまつ さだゆき）
演 - 筧利夫（教場）
神奈川県警察学校教官。第198期生の宮坂定らが所属する教場の担任教官。担当学科は地域警察。
サングラスに派手なシャツとヤクザ風の出で立ちで職務質問の授業を行う。風間とは対照的に陰険な性格で、宮坂や平田和道を訓練生全員の前で口汚く罵るなど、モラルハラスメント紛いの指導をしている。宮坂らの入校から1か月後、病気で入院し休職する。その後、第198期生の卒業まで復帰することはなく、2年後の第200期生の授業でも姿を見せていない。
田澤愛子（たざわ あいこ）
演 - 松本まりか（教場II）
神奈川県警察学校副教官見習い。階級は巡査部長。
強行犯の刑事を経て警察学校にやって来る。規則が厳しすぎるという理由で、訓練生と一緒にランチを食べながら自身の訓練生時代は成績優秀だったことを話したり、他の教官とは全く違う明るい口調で授業を行うなど訓練生と距離を縮めているため、風間や服部から苦言を呈されるがあまり気にしていない。
ある時から比嘉太偉智に好意を寄せられていて困っていることを風間に報告し、退校させるべきと進言するが、実は風間の管理責任を追及して辞めさせて陥れようとする罠だった。しかし、簡単に風間に見透かれてしまい、風間と比嘉の3人での災害救助訓練中に風間の追及を受け、動揺から足を滑らせる。比嘉が掴むも引き上げることができず転落し、腕に軽傷を負う。
刑事時代、先輩刑事から証拠品紛失の責任を押し付けられ、他の同僚からも見捨てられたため警察に恨みを抱いている。転属となり警察学校に赴任するが、その時の上司への恨みを今の上司である風間にぶつけ、故意に不祥事を起こすことが目的だった。実際の彼女は成績優秀ではなかったため風間教場で成績優秀な比嘉を妬み標的に選び、実際は自分から色仕掛けで何度も誘惑したものの拒絶されたため、彼を問題児として退校させようとする。
怪我から復帰後に反省と後悔の念で、四方田校長に自ら辞表を提出。しかし、過去の経緯から訓戒書と口頭注意を受けるに留まる。その後は比嘉の宣誓や風間の言葉を受けながら自身を省みるようになり、彼女もまた変わっていくこととなる。
第200期生の卒業後、新たな配属先が決まったことを風間に告げる。風間にまだ学ぶことがあると言いかけるが「現場に戻れ」と諭され、再び刑事勤務に戻る。
四方田秀雄（よもだ ひでお）
演 - 小日向文世（教場、教場II、教場0 第1話・第4話 - 第6話・第10話・最終話）
神奈川県警察学校長。階級は警視正。
物腰が柔らかく、警察学校で数少ない穏やかな人物で、訓練生にも敬語で接する。風間のことは彼が刑事のころから知っており、彼が右目を失ったことについて、自分の責任でもあると語っている。同時に風間が訓練生に厳しく接する理由も理解しており、故意に風間を貶めようと目論んだ田澤を厳しい口調で諭す。
かつて、学校から送り出した遠野章宏を当時捜査一課の刑事だった風間に預けている。術科が苦手だが座学では優秀な成績を修めていた遠野を卒業させ、警察官にしたことを悔やんでいるような発言をする。
風間が世話をしている花壇の手入れも行っている。
その他の教官
法医学講師：周本絵梨香（教場）
救災特別講師：窪塚俊介（教場、教場II）

### その他の人物
平田国明（ひらた くにあき）
演 - 光石研（友情出演）（教場、教場II）
平田和道の父。神奈川県内の交番に勤める地域課の警察官。階級は巡査部長。
駐在所に勤務していたころ、大学時代の宮坂定が遭難した際に救出した人物で、宮坂とは手紙のやり取りを続けている。宮坂を通じて和道にも励ましの言葉を贈っており、和道が自殺騒動を起こし退校処分を受けた際には、警察学校に迎えに訪れる。後に、警察学校を卒業した宮坂と再会し、笑顔で迎える。
宮坂の殉職後、交番の前で撮影した宮坂の写真を机の横に立てかけている。
尾崎賢治（おざき けんじ）
演 - 石田明（NON STYLE）（教場）
神奈川県警察の警察官。階級は巡査。
樫村卓実の大学時代の先輩。彼を警察官に誘った人物で、時々警察学校の道場で訓練をした後、模擬交番を訪れ実習中の樫村たちに差し入れを行い励ます。この差し入れの中身は学校内に持ち込みが禁止されている物資であり、樫村がそれを売って得た金を受け取り覚醒剤を入手している。警察学校の模擬小屋で覚醒剤を吸引している際に小火を起こし、自身のアリバイ作りを樫村に依頼するが、覚醒剤使用の疑いで県警が内偵を進めており、使用場所が特定されると共に逮捕される。
日下部奈緒（くさかべ なお）
演 - 高山侑子（教場）
日下部准の妻。
夫が警察学校で訓練中は息子（演 - 湯田幸希）と2人で暮らしている。
関口和馬（せきぐち かずま）
演 - 狩野絹成（教場〈回想〉）
楠本しのぶの交際相手。楠本の目の前で車にひき逃げされ亡くなる。
町の駐在警官
演 - 明石家さんま（教場、教場II、教場0 第1話）
駐在所のおしゃべりな警官。階級は巡査長。
枝元佑奈の実家の旅館がある地域を受け持つ。巡回の度に旅館を訪れ、顔馴染みの枝元と漫才のような掛け合いを交わしている。
宮坂の月命日には、枝元と共に宮坂の遺影に手を合わせる。
機動隊員
演 - 駒木根隆介（教場）
198期の警備実施訓練を視察しに来た隊員。
大柄でサングラスをかけた威圧的な雰囲気の男。志願者が減少している機動隊への入隊候補者を見定めるために警察学校を訪れ、フル装備の須賀を突き倒した元レスリング選手の枝元を特に気に入り、手作りのポスターを手渡して直々にスカウトする。しかし、枝元が家庭の事情で退校してしまったため、スカウトは失敗する。

### 神奈川県警察本部（教場0）
瓜原潤史（うりはら じゅんじ）
演 - 赤楚衛二（幼少期：森優理斗）（第1話・第2話）
捜査一課の新人刑事。第192期・板垣教場出身。階級は巡査部長。
小学生の時に陰湿ないじめで不登校となり、2年間フリースクールに通っていたため、似た境遇の人に同情しがち。身だしなみには無頓着だが、神経質でストレスからすぐに胃痛を起こす。教官室の封筒の束を揃える癖がある。
守名警察署地域課にて空き巣常習犯の逮捕が評価され、捜査一課「風間道場」に異動し風間とバディを組む。しかし、ホストクラブオーナー刺殺事件では男性被害者のダイイングメッセージを見落とし、女性容疑者の自供に至らず風間を失望させる。質店店主射殺事件では、男性容疑者の娘が火薬アレルギーであることに気づき事件を解決に導くが、娘を慮るあまり証言を取らず虚偽の報告をしたことから、風間から交番勤務に戻るよう転属願を突き付けられる。一旦は受け入れるが、一度逃げ出した者は繰り返す旨の風間の苦言を知ると、風間から逃げない決意で捜査一課に戻る。
小学校教諭撲殺事件では、風間が出す謎の答えを導き出し、女性容疑者を息子の授業参観日に逮捕する。刑事には優しさではなく厳しさが必要と風間に報告すると、欠点である優しさは長所でもあるとの言葉を掛けられ、指導終了の固い握手を交わし決意を新たにする。
隼田聖子（はやた せいこ）
演 - 新垣結衣（第2話 - 第4話・第7話・第9話 - 最終回）
捜査一課の新人刑事。小学生の娘を持つシングルマザー。階級は巡査部長。
夫とは警察学校の同期だが、娘への虐待が原因で離婚している。悩みを抱えても気丈に振る舞い、弱音を吐くことができない。
所轄署では生活安全課少年係に所属。児童虐待家庭の捜査に熱心に取り組むが、かつては繁華街の交番勤務が多忙なために、娘が夫から虐待されていたことを見て見ぬふりをしており、そのことに対する贖罪の意識が根底にある。
風間の指名で捜査一課「風間道場」に異動しバディを組む。医科大学助教毒殺事件では、祖母の葬儀を3日後に控えながら捜査を優先する。現場検証や聞き込みに奔走し、徹夜で資料を読み込み容疑者の聴取に臨むが、過労で倒れてしまう。風間から欠点を指摘され、交番勤務に戻るよう転属願を突き付けられる。
工芸家撲殺事件では、容疑者が産んだ赤ん坊の虐待疑惑を調べようとせず、風間から追求されて弱音を吐露する。容疑者を逮捕した際に、風間に警察官辞職の意思を告げるが、娘と時間をかけて話すこと、虐待に苦しむ子供や悩む親のために生活安全課少年係への異動を提案され、指導終了を告げられる。
風間と遠野が十崎に刺されると、専従捜査チームに自ら志願し加入。風間が警察学校の教官になると、少年係に戻り児童虐待の防止に取り組むよう進言される。
鐘羅路子（かねら みちこ）
演 - 白石麻衣（第7話・第8話）
捜査一課の新人刑事。勘の良さで事件解決に役立つが、交際する男性との関係に問題を抱える。「なんとなくですけど」が口癖。階級は巡査部長。
劇団員縊死事件では、ロープが首にかかっていた時間が短いこと、そしてナイロン製ではなく古い麻のロープが使われていることに不審を抱く。
ダメな男に惹かれるところがあり、街で喧嘩をしていた西田と出会い、恋仲となり同棲に至る。西田が覚せい剤の運び屋であることを薄々知りながら、彼のために名越の捜査の際に薬物対策課の内偵情報を探ったことを風間に見抜かれてしまい辞職を申し出る。男女の感情について独特の感性とアンテナを持っていたことから風間に惜しまれ、停職6ヶ月の後に南伊勢原警察署花野崎交番勤務となる。結果的に風間道場で勤務した5人の中で唯一交番勤務に戻った。
中込兼児（なかごめ けんじ）〈29〉
演 - 染谷将太（幼少期：市野叶）（第8話 - 第10話）
捜査一課の新人刑事。被疑者に対して平手打ちをするなど素行が悪く、捜査一課「風間道場」に異動する。刑事ものや推理小説が好きなことから刑事を志していた。階級は巡査部長。
私生活で母親のふきが若年性認知症を患い、自分のことも判らなくなるほど深刻なため、その苛立ちや、4歳のころに誘拐事件の被害者となった過去がある。そのことを知った風間から、誘拐された際の恐怖や誘拐犯に対する怒りなどが原因で捜査で対面する被疑者に暴力的に接し、周囲の人間に反抗的な態度をとっていると指摘されると激しく動揺する。
認知症の妻の殺害事件を解決後、気持ちを言葉にできるようになる。感情をコントロールできるようになったと風間に報告すると、犯罪被害者の経験がある警察官として、犯人を許せない気持ちを事件にだけに向けるよう風間から助言され、指導終了を告げられる。
眞堂丈史（しんどう たけし）
演 - 小林薫（教場II）
捜査一課調整官。風間の上司。
新人刑事の現場教育（OJT）システムである「風間道場」を考案する。新人刑事に厳しく当たる風間をなだめる一方で、事件解決より指導を優先する風間の本音も理解している。遠野の最期の言葉を聞いており、警察学校へ異動となる風間に「警察を恨むな」と告げる。
後に、田澤愛子の過去を知るため警察本部を訪れた風間と再会する。
伊上幸葉（いがみ ゆきは）
演 - 堀田真由
捜査一課事務員。指導官室のデスク担当。元は小劇場の舞台女優。
明るく気さくな性格で、風間に翻弄される新人刑事を温かく見守り愚痴を聞く。風間の性格をよく知っており、デスク上のブロック玩具で風間が出した謎を解くヒントを新人に与えることもある。
風間の異動により指導官室がなくなることから、試験を受け直して警察官になることを決意し、風間に「犯人を必ず仕留める」と告げる。
谷本進一（たにもと しんいち）
演 - 濵田崇裕（ジャニーズWEST）
捜査一課の刑事。苦労して警察官になった叩き上げ。メモをまめに取るが、字が汚い。
新人刑事を誂いながらも放っておけず、捜査に協力することもある。風間が異動になると後継者となるべく意気込むが、「見守るだけでいい」と告げられ納得する。
尾山柔（おやま やわら）
演 - 結木滉星
捜査一課の刑事。金持ちのボンボンでエリート。谷本とバディを組む。
谷本と同様、新人刑事を誂いながらも放っておけず、捜査に協力することもある。異動する風間から「見守るだけでいい」と告げられ首を傾げる。
阿部悦子（あべ えつこ）
演 - 中島亜梨沙（第2話 - 第4話・第6話・第8話・第9話・最終話）
神奈川県警の鑑識課員。口数が少なく、風間に対してもタメ口で話す。
柳沢浩二（やなぎさわ こうじ）
演 - 坂口憲二（第5話・第8話 - 最終話）
神奈川県警特殊班の刑事。風間の所轄署時代の後輩。
風間の指示で十崎の足取りを追うが、千枚通し以外の証拠を残さず神出鬼没の十崎に振り回される。風間と遠野が襲われると専従捜査チームの中心メンバーとなり、十崎の取り調べを担当する。

### 家族・交際者（教場0）
瓜原和泉（うりはら いずみ）
演 - 斉藤由貴（特別出演）（第1話・第2話）
瓜原潤史の母親。「瓜原クリニック」の内科医。シングルマザー。
小学校でいじめられた息子を守るため、逃げ場所としてフリースクールに通わせる。息子を守ってくれない担任教諭に殺意を抱いたことがあり、調理中に怒りをぶちまけ左腕に火傷を負っている。
瓜原に母親としての本音を語ったことと、「痛みを感じる場所と痛みを発する場所は違う」という医師としての見立てが、撲殺事件を解決させるきっかけとなる。
隼田ゆかり（はやた ゆかり）
演 - 諏訪結衣（幼少期：吉川さくら）（第3話・第4話・最終話）
隼田の娘。小学4年生。隼田から「ゆかりん」と呼ばれる。
幼いころに父から虐待を受け、両親の離婚後は母と暮らす。母子ながら友人のような関係で、「出来ることは一人で。出来ないことは二人で」を隼田との合言葉にしている。
事件解決のため徹夜をする母を気遣う一方で、虐待から守ってくれなかった母への不信感を持ち続けている。
女子高生
演 - 井上音生（第6話）
遠野章宏と高校時代に交流のあった女子高生。故人。
遠野の同級生で剣道部員。花好き。遠野が刑事になる夢を応援していたが、高校2年時に病死する。
中込ふき（なかごめ ふき）〈64〉
演 - 余貴美子（第9話・第10話）
中込の母親。若年性認知症で、中込が4歳のころに誘拐された当時の記憶がぶり返す。誘拐された日と同じ木曜日になると、誘拐犯と接触した朝日出町のふれあい広場に出向き、「息子はどこですか?」と尋ね徘徊する。目の前の中込を認知できていなかったが、中込が風間道場を卒業した当夜、食事の際に「ここにいるよ」と告げられると「よかった」と安心した表情をする。
中込明子（なかごめ あきこ）
演 - 大西礼芳（第9話・第10話）
中込の妻。若年性認知症を患ったふきの介護に疲弊し、ある日突然失踪するが、翌日、中込から叱責されることを覚悟のうえ帰宅する。しかし、母の介護を任せきりであることから、兄夫婦に母の面倒を見られないか相談し介護施設も調べると中込から詫びられる。

### ゲスト（教場0）

#### 第1話
日中弓（ひなか ゆみ）〈33〉
演 - 内田理央
刺殺事件の容疑者。
「玉丸百貨店」杜王店の食器売場の販売員。第一共同タクシーの御曹司と婚約していたが、先に交際していた芦沢からリベンジポルノで脅迫を受ける。芦沢の殺害容疑で瓜原の取り調べを受けるが、瓜原が指導官付と知ると証拠を出すよう挑発する。一度は捜査をかわすが、後に風間の指示で動いた所轄の警察官に逮捕される。
芦沢健太郎（あしざわ けんたろう）
演 - 久保田悠来
刺殺事件の被害者。
ホストクラブのオーナー。日中の元交際相手。タクシー内で「旅の記録」と称し、タブレット端末に収録されているベッドインの写真で日中を脅していたが、運転手が離席の間に自身が所持していたナイフで刺殺される。死の直前、タクシーを利用したダイイングメッセージを残す。
タクシー運転手
演 - マギー
芦沢の刺殺体の第一発見者。
「第一共同タクシー」の運転手。中華街南門前でサングラスの男性（芦沢）とサングラスにマスクの女性（日中）を乗せ、巻田町のアルシティビル前まで男性の指示通りにタクシーを走らせる。
益野紳祐（ますの しんすけ）
演 - 市原隼人
射殺事件の容疑者。
金属加工会社「マスノ製作所」の社長。小学生の娘を持つシングルファーザー。
神奈川県警の元警察官。第183期四方田教場の訓練生で、正義感が強く銃の扱いに長けていたが、体力不足で警察学校を中退している。
娘が妻をひき逃げしたのは海藤であると証言するも、警察が信用しなかったため、海藤に罪を認め自首するよう何度も彼の経営する店に通う。海藤に頑なに拒否されると、自身の工場で密造したハンドメイドの拳銃で脅し、遺書を書かせたうえ射殺する。自殺に偽装するが、娘の火薬アレルギーによる発作がきっかけとなったことで逮捕される。
警官の出来の悪さを憂いており、連行される際、風間に警察学校の教官になるよう勧める。
益野麗華（ますの れいか）
演 - 山田詩子
益野の娘。横須賀市立本多小学校の生徒。
半年前、目の前で母である才佳のひき逃げ事故を目撃し、以降は口を閉ざす。時々、喘息のような発作を起こすため、母を亡くしたストレスが原因とされた。海藤が殺害された当日、父が学校に迎えに来た際に発作を起こしたことから、瓜原に火薬（硝薬）アレルギーによる発作と気付かせる。
海藤を殺害した犯人が父であると認識しており、そのことを記した手紙や絵を瓜原や風間に渡そうとする。
益野才佳（ますの さいか）
演 - 堤千穂（回想）
益野の妻。故人。
半年前、麗華と買い物帰りの舟出町交差点にて、海藤にひき逃げされ死亡する。
海藤克剛（かいとう かつたけ）
演 - 勝矢
射殺事件の被害者。
質店「ポーンショップ海藤」の店長。サバイバルゲームで優勝するほどのガンマニアで、店内倉庫で改造拳銃を試し撃ちしている。
半年前、才佳のひき逃げを麗華に目撃されているが、証拠不十分で逮捕されていない。投資に失敗し行き詰まったと吐露する遺書を残し、密造拳銃で自殺したと思われたが、現場検証での風間の見立てにより、自殺に偽装した殺人事件と判断され捜査が行われる。
高橋（たかはし）
演 - 小早川真由
本多小学校の養護教諭。麗華が過去に校内で一度も発作を起こさなかったことを証言する。
斎藤幸真（さいとう ゆきま）
演 - 伊藤正之（第2話）
神奈川県警守名警察署の署長。警視正。瓜原の異動前の上司。
空き巣の常習犯を逮捕した瓜原を表彰する。
ニュースキャスター
演 - 川井淳史
『BRK NEWS』のキャスター。日中弓逮捕のニュースを伝える。
小学生
演 - 岩川晴
登校を嫌がる小学生。

#### 第2話
佐柄美幸（さがら みゆき）
演 - 宮澤エマ
撲殺事件の容疑者。
「鷲岩造船所」の溶接作業員。小学生の息子を持つシングルマザー。喫煙者。
息子・研人のいじめによる不登校を担任の諸田に訴えるが取り合ってもらえず、逆に家庭問題と一蹴され、身だしなみに関しても馬鹿にされる。息子を学校へ行かせたい一心で、夜霧に紛れて校庭のブロンズ像の一部を切り離し、諸田を撲殺する。その後、ゴルフ練習場であるコスモズカントリークラブでアリバイを作り、凶器のブロンズ像の一部を溶接で復元し、校庭で諸田と何者かが揉み合った末の事故と偽装する。
授業参観当日、授業を受ける息子の姿に涙ぐむが、学校に乗り入れた車のトランク裏から諸田の皮脂が検出されたため逮捕される。瓜原が息子と同じ境遇だったことを知り、「あなたのお母さん（瓜原和泉）に会えていたら」と無念を口にする。
佐柄研人（さがら けんと）
演 - 川原瑛都
佐柄の息子。川崎市立有梅小学校3年1組の生徒。
同級生からのいじめが原因で不登校となり、部屋に引きこもり勉強を続ける。新たな担任となり、授業参観日に再び登校する。
諸田伸枝（もろた のぶえ）
演 - 山田キヌヲ
撲殺事件の被害者。
有梅小学校の教諭。研人の担任。生徒への対応に問題があり、保護者からの評判は悪い。研人へのいじめに関する佐柄の相談に耳を貸さず、家庭問題と一蹴したため、帰宅途中のコンビニ「エフマート」で買い物をした直後に撲殺される。翌朝、校庭にあるブロンズ像の前で発見され、揉み合った末の後頭部打撲と思われたが、発見現場の足跡に不審な点があることから捜査が行われる。額に内出血があり、それが容疑者逮捕の糸口となる。
3年1組の生徒
演 - 青木凰、塩野夢人
研人の同級生。居残りで諸田からテストを受けさせられる。
3年1組の担任
演 - 粕谷吉洋
諸田の後任の教諭。保護者の授業参観で理科の授業を行う。
男性
演 - 佐伯新
美幸の知人男性。諸田の死亡当時、美幸とゴルフ練習場「コスモズカントリークラブ」で共に練習する。
お天気キャスター
演 - 小山瑶
テレビ番組のお天気キャスター。神奈川県全域が夜更けに霧に覆われると予報する。
剣道教室の生徒
演 - 吉田奏佑（最終話）
神奈川県警の剣道教室に参加する少年。稽古をせず道場の隅に座り込んでいたが、風間が正面に座り声を掛けると姿勢を正し、稽古に参加する。

#### 第3話
椎垣久仁臣（しいがき くにおみ）
演 - 佐々木蔵之介
毒殺事件の容疑者。
愁明医科大学法医学教室の教授。世間からの注目度も高く、次期医学科長への昇進も内定している。その一方で、助教の宇部にも早く一人前になってほしいとの思いから、本来は教授しかしてはいけない解剖の一部を彼に任せていたが、ガスマスクを付けさせず服毒自殺した遺体を解剖させ、胃に残留する青酸ガスを吸わせてしまう失態を犯す。この一件の体調不良により休職した宇部から、椎垣の失態を大学に公表する決意を告げられると、医学科長の道が閉ざされると恐れる。宇部宅を訪れて彼に青酸入りの菓子を食べさせ自殺に偽装し殺害し、さらに彼の司法解剖を担当して、青酸塩の服毒による中毒死で他殺と思える所見はないと報告することで、殺人を隠蔽する。
しかし、隼田により遺書に書かれた「テンゴク」が解剖室の部屋番号「1059」の通称であることが解き明かされ、宇部が椎垣に司法解剖され殺人と青酸ガスによる気管支の炎症を隠蔽されるのを避けるため、咄嗟に検視官の管轄が異なる県境を越えようと自宅の外に逃げた見立てを披露される。宇部が荼毘に付され司法解剖できないと強気に出るが、待機遺体として宇部の遺体が神奈川県警に保存されており、風間から他の監察医によって再解剖すると告げられると言葉を失う。
宇部祥宏（うべ よしひろ）〈29〉
演 - 浅利陽介
毒殺事件の被害者。
愁明医科大学法医学教室の助教。椎垣の部下。静岡県との県境に近い南足柄市に一人で暮らしていたが、自宅前にて変死体となって発見される。「先にテンゴクに行ってます」という遺書が自宅に残されていたことから自殺と考えられたが、隼田が天国がカタカナで、便箋ではなくメモ帳に書かれていることに違和感を感じ、服毒後わざわざ屋外に移動した不自然さを風間が指摘したことから、他殺の線で捜査が行われる。
一色楓太（いっしき そうた）
演 - 西垣匠
愁明医科大学の医学生。
宇部の司法解剖に駆り出される。遺体解剖中に気管支に炎症反応があることを報告するが、「ただの気管支炎」と椎垣に判断される。後に、隼田の聞き取り調査で、椎垣が気管支に触れずサンプルを残さなかったことに違和感を感じたと証言する。
副学長
演 - 佐戸井けん太
愁明医科大学の副学長。学長の推薦で次の医学科長に内定したことを椎垣に伝える。
医学生
演 - 鈴木悠貴
愁明医科大学の医学生。解剖室の準備に向かう途中、隼田と話している一色に「テンゴク行くぞ」と呼びかける。

#### 第4話
萱場千寿留（かやば ちずる）〈19〉
演 - 生見愛瑠
撲殺事件の容疑者。
妊娠中の大学生。出産を楽しみにしていたが、子供を認知しなかった浦真の自宅に連れていかれ、子供が産めない女性と結婚するので、急に赤ちゃんを渡すように身勝手なことを言われたため、彼の制作した工芸品で頭部を殴打し殺害する。
後日、浦真殺害の捜査線上に浮かび、自宅アパートを訪れた隼田の任意聴取を受け、隼田がアパートの大家から聞いた孤立出産した新生児の脚の痣を確認させて欲しいと頼まれたが、それを拒否する。
自宅アパートで新生児を孤立出産したとされていたが、実際は浦真を殺害直後に産気づき、陣痛のため動くことはできず、赤ちゃんと胎盤を受け止める容器として咄嗟に彼が制作した皿の上に産み、皿についた体液を洗い流していた。その際、ストーブのすぐそばで熱されていた工芸品の刻印で新生児は熱くなっていた皿の金属部分によって脚に火傷を負っており、その火傷跡「M AMA」が工芸品の刻印部分「URAMA MIKIO」と一致したことから、浦真を殺害したことを認める。
浦真幹夫（うらま みきお）〈40〉
演 - 淵上泰史
撲殺事件の被害者。
工芸家。千寿留の身籠った子供の父親。高級住宅街に豪邸を持つほど成功している。大学の課外授業で知り合った千寿留を妊娠させたが結婚する気は無く、子供も認知せず中絶するための費用を渡していた。ところが、最近になって「結婚はできないが、子供は渡してほしい」と言い出す。
その後、自宅のリビングで死後4日ほど経過した腐敗が進んだ遺体を訪ねてきた婚約者に発見される。
ラウラ
演 - ダニエラ・レプレ
撲殺事件の第一発見者。
浦真の婚約者。イタリア人。昔患った大病のせいで、妊娠できない体となっている。浦真から「ベビー用品を買いに行こう」という内容のメールを受信する。
小学生
演 - 山田忠輝
浦真宅の隣家に住む小学生。浦真が殺害された当夜、浦真宅からバッグを持った女性が出てくるところを目撃したと証言する。
医師
演 - 高谷智子
江名記念病院の産婦人科医。千寿留を診察する。
嘉野邦江（かの くにえ）
演 - しのへけい子
千寿留の住むアパートの大家。新生児の足に痣があったことから、アパートで孤立出産した千寿留が新生児を虐待したため警察がやって来たと勘違いする。

#### 第5話
戸守研策（ともり けんさく）
演 - 水沢林太郎
転落死事件の容疑者。
興和文化大学の学生。梨多ゼミの教え子。新聞記者志望。
梨多の自宅へは卒業論文の指導の件で、夜の20時にタクシーで訪れたと遠野に証言する。しかし実際は、梨多が海外に出張すると聞き、自分のバイクで昼の14時に梨多宅に向かい、卒業に必要な卒業論文の受け取りを拒否されたため、梨多と揉みあううちに高所のテラスから突き落としてしまう。自身が梨多を転落死させたことを隠蔽するため、夜の20時に梨多宅を訪れて、彼の遺体を発見したことにしようとするが、移動に使用したタクシーで運転手に「無田」に向かうように指示を出している。その地名は、梨多が殺害された日に作成されたばかりの手作りの地図に書かれた架空の地名であったことから、遠野に地図の地名は明るい昼過ぎに確認したことを突き止められ、14時過ぎに梨多を殺害したと看破される。最後はリュックサックに隠していた千枚通しを手に取って遠野を襲い手首を負傷させるが、風間や突入してきた谷本に取り押さえられ逮捕される。
梨多真夫（なしだ まさお）
演 - 野間口徹
転落死事件の被害者。
興和文化大学の地理教授。神奈川県足柄上郡九幡町庚申谷在住。独身。手作り地図の作成が趣味で、「真夫」の別読みから「まっぷ先生」と呼ばれている。
一人住まいの山間にある自宅テラスから転落しており、現場の状況から谷本によりカメラ撮影時の不注意による転落事故死と考えられた。しかし、高価なカメラが遺体から離れた場所に落下していたことから、行動を再現した遠野により転落事故に偽装した殺人と見抜かれる。
3年前、アカハラ気質の人物とニュースに取り上げられ、冤罪であったことからゼミ生たちに自分で調べ何事も妄信しない戒めを込め、わざと誤った記述を含んだ論文を公開している。戸守がその誤りに気付かず卒業論文に引用したことから、合格を取り消す。卒業に必要な単位をもらえなくなった戸守に詰め寄られ、揉みあううちに高所にある自宅テラスから転落、頭部を強打し絶命する。
三島（みしま）
演 - 久野雅弘
戸守の学友。卒業論文を提出し、卒業に必要な単位も取得済みのはずの戸守が刑法の講義に出席していることを不思議がる。
法学部の講師
演 - 今里真
刑事訴訟法概論の講義の終盤に、次回の講義までにヒ素Aとヒ素Bを同定する方法について考える課題を出す。
タクシー運転手
演 - 古川康
戸守が20時に梨多宅に向かう際に使用したタクシーの運転手。戸守から「ナシダ」に向かうよう指示されるが、聞き覚えがない地名だったため、聞き直すと「庚申谷」と言い直される。このやり取りがドライブレコーダーに記録されており、転落死事件の容疑者逮捕に繋がる。
研究室の教員
演 - 藤大祐
梨多がコラムで公開していた論文に「文明は自然景観から人工景観を作った」と書かれるべきはずの箇所が逆順に書かれており、そのような文明は存在しないのでおかしいと、研究室を訪れた遠野に教える。
事務員
演 - 高田郁恵
14時ごろに梨多が海外に出張すると戸守に教えると、急いで梨多の自宅に向かったと事情聴取に現れた遠野に教える。

#### 第6話
向坂善紀（こうさか よしのり）
演 - 筒井道隆
死体遺棄事件の容疑者。
「アートギャラリー・コーサカ」を営む画家。鎌倉市翌檜二丁目に在住。ギャラリーの正面にペイントレー（英語: Charles_Bentley_(painter)）の絵を飾っている。
絵の才能のある息子・匠吾の美大進学を、ギャラリーに呼び出した匠吾の継父・苅部達郎に懇願するが、絵では食べていけないと無下に断られ、言い争ううちにギャラリーの柱で彼の後頭部を強打させ、殺害してしまう。殺害を隠蔽するため、身元を特定される頭部と両腕の前腕を切断・損壊した状態の遺体を熊乃背山に埋める。しかし3日後、散歩させていた犬が遺棄現場で吼えたことを切っ掛けに遺体が発見される。ギャラリーの経営だけでは食べて行けず、顧客からの依頼で写真を基に人物画や動物画を描き食い扶持を稼いでいたが、遺体が発見された朝に現場に集まった野次馬の中から、近隣に住む伊上の協力を得て容疑者に絞り込んだ遠野が接触し、揺さぶりをかけるために苅部の遺体が埋められていた熊乃背山の風景画の制作を依頼される。
美術解剖学の知識があり、死体を遺棄するための道具がギャラリーに揃っている。遺体が苅部の身体の特徴に合致したことから、遠野に追及されるものの頑なに拒否し、息子の口から美大進学の意思を確認した後に自首する。
苅部匠吾（かるべ しょうご）
演 - 城桧吏
向坂の実息。両親が離婚し、引き取った母の再婚相手の苅部姓となる。高校では美術部に所属し、心の中では美大への進学を希望していたが、継父からは歯科大学への進学を望まれている。逮捕直前の実父に会い、美術の道へ進む選択をする。
苅部達郎（かるべ たつろう）
演 - 浜田信也
死体遺棄事件の被害者。
「かるべデンタルクリニック」の開業医。匠吾の継父。事件の3日前から行方不明で、失踪者リスト入りしている。
歯科大学を受験させるため、匠吾には自宅で絵を描くことを禁じている。職業柄、歯科医は長年、右肩を下げた体勢で働き続けた結果、右肩が下がった姿勢になることを遠野が突き止め、熊乃背山の遺体の特徴と失踪者リストに合致する人物として、DNA鑑定よりも先に身元を特定され、風間が苅部の妻に遺体の写真を確認させた結果、黒子の位置から苅部の遺体と断定される。
苅部朝子（かるべ あさこ）
演 - 遊井亮子
苅部の妻。匠吾の実母。
2年前に向坂と離婚し、子連れで苅部と再婚している。風間から熊乃背山の遺棄遺体の写真を見せられ、黒子の位置からそれが苅部のものであると証言する。

#### 第7話
筧麻由佳（かけひ まゆか）
演 - 瀧本美織
縊死事件の容疑者。
劇団「サード・エピローグ」の女優。舞台「シラカバ」において、文豪の愛人・晶子役で主演を務める。元木が首吊り自殺した部屋の住人。
元木にアリバイの偽証を頼み、看板女優の椿あさみを劇場の大階段から突き落とし負傷させ、主演の座を得る。しかしその秘密を知る元木が部屋に居座り、金や体を求めるようになったことから邪魔になった元木の殺害を計画。舞台「シラカバ」の首吊りシーンの練習で、ロープの裏にある金属のワイヤを接続したハーネスを着用させ元木が宙吊りになっている様子を隣室の佐久田に見せて芝居の感想を聞こうと持ち掛け実行、佐久田が驚いて自室に戻り救急に通報している5分の間に元木のワイヤを切断し、実際に彼が首を吊られている状態にする。しかし、吊られたことで元木が自重で体が伸び、足が床に付きそうになったため、あわてて麻のロープを引っ張り上げ元木を絞め殺す。元木が亡くなると回収したハーネスを体に巻きつけ、羽織っていたウインドブレーカーで証拠を隠す。しかし、現場検証に現れた風間に麻のロープを吊り上げ元木を殺害したと怪しまれ、ロープを触ったかと質問されると即座に「触っていない」と答え、佐久田の部屋のトイレを貸して欲しいと言って手のひらに残る麻の繊維を水で流すが、その前に風間から握手を求められた際に彼の手のひらに「ロカールの法則」で麻の繊維が伝搬し採取され、証拠が回収されていたため逮捕される。
元木伊智朗（もとき いちろう）〈29〉
演 - 前原瑞樹
縊死事件の被害者。
「サード・エピローグ」の舞台俳優。大正時代の文豪・芝崎鉄幹役。筧から「モッチ」と呼ばれる。
打ち合わせで朝の8時に訪れた筧のアパートの自室で「とんでもないことをした」「死んで責任を取る」と告げ、筧と佐久田の目の前で突然首を吊り自殺を図る。しかし索条痕の薄さからロープが首にかかっていた時間が短く、ナイロン製ではなく古い麻のロープが使われていたのを鐘羅に不審に思われる。
佐久田肇（さくた はじめ）
演 - 大村わたる
筧の隣室の住人。筧に呼び出されて元木の首吊りを目撃し、自室で警察と消防に通報する。
首吊りしている元木が筧から「早まらないで、モッチ」と呼びかけられると、驚いた顔をしていたと鐘羅に教える。
椿あさみ（つばき あさみ）
演 - 行平あい佳
「サード・エピローグ」で主演を務めてきた女優。劇場の大階段から転落し、車椅子の生活を送る。
過去に元木と交際していたが、彼を振っている。警察には筧に突き落とされ負傷したと訴えるが、元木から彼女と別の場所にいたと証言されている。
西宮佳文
演 - 村上佳
「サード・エピローグ」の舞台俳優。元木が亡くなったため、舞台「シラカバ」で鉄幹役を代演する。
「サード・エピローグ」の団員
演 - 川合耀祐、音道あいり、キクチカンキ、磯田美絵、稲岡良純、牧紅葉、夏八木映美子、吉野実紗、高橋ひろし、太田しづか、神野崇、頼経明子、駒井健介、千田美智子、室園元、渡邊真砂珠、肥田野俊
筧主演の舞台「シラカバ」の稽古に関わった団員たち。
大家
演 - 高桑満
元木伊智朗の自宅アパートの大家。
医師、看護師
演 - 服部整治（第6話）、大藤由佳
負傷した遠野の手術を担当した医師と看護師。

#### 第8話
名越哲弥（なごし てつや）〈30〉
演 - 小池徹平
毒殺事件の容疑者。
海外からの輸入雑貨を売る個人の通販サイト「ポールスター」の運営者。小田島澄香が亡くなる直前に最後にメールをやり取りし、接触した人物として鐘羅と風間から通販業の事務所で聴取を受けた際、視覚と聴覚の衰え、異常な喉の渇き、脱毛症から、風間に放射性物質による被ばくを疑われ、採取した毛髪の分析結果から実際に被ばくしていたことが証明される。
小田島を殺害前、彼女に頼まれてテレビのリモコンの電池を交換しており、指紋を拭き取っていたが、強迫性障害のためにそのことが気になりだし、捜査協力すると鐘羅に持ち掛け、小田島の殺害現場である彼女の家で交友リストを探すふりをしてリモコンの電池の指紋を拭き取っていたところを、風間たちに見つかる。その際、殺害現場に残されたスープの中から数種類の放射性物質が検出され、風間からガイガーカウンターによって自身が被ばくしている事実を伝えられ取り乱す。小田島を点鼻薬に混入したアコニチンで毒殺したことを認め、被ばく治療を受けさせることを要求する。
小田島澄香（おだしま すみか）〈27〉
演 - ソニン
毒殺事件の被害者。
自宅の縁側で変死体となって発見される。「あなたを自由にしてあげる」と名越にメールを送信しており、当初は名越との恋愛関係、通販のビジネスパートナーの解消を示唆したメッセージと見られていた。実際は、自身が海外の闇サイトから仕入れたマリファナや毒物などを名越がサイトで売るという裏仕事をしており、強迫傷害の名越に関係の解消を求められたため、放射性物質で彼を内部被ばくさせ、時間をかけ殺害しようと計画。2か月前に亡くなった母親から相続した家での食事に誘い、放射性物質入りのスープを名越に飲ませたものの、自身も名越にすり替えられたアコニチン入りの点鼻薬で毒殺される。
西田徹（にしだ とおる）
演 - 渋谷謙人（第7話）
鐘羅の交際相手。ヒモ男。覚せい剤の運び屋として名越から雇われており、薬物銃器対策課の捜査線に上がっている。運び屋仲間の実相寺実に警察の捜査が及んでいないか鐘羅に内部情報を探らせた後、鐘羅の現金や家電などを持ち逃げするが、夜の街で梅津たちにより覚せい剤所持の現行犯で逮捕される。
梅津利彦（うめづ としひこ）
演 - 三浦誠己（第7話）
神奈川県警薬物銃器対策課の刑事。小田島の毒殺事件の捜査で容疑者として名前が挙がった実相寺の内偵捜査を行っていることを鐘羅に教える。
女性
演 - なえなの
西田がゲーム配信を通じて出会った女性。西田と一緒に食事をした後、彼が薬物銃器対策課に連行される場面に遭遇し、事情を何も知らずテンションを上げる。
署長、副署長、警務課長、刑事課長、刑事係長
演 - 小川あつし（第9話、役名：伊地川健）、松野果音（第9話）、渡部遼介（第9話）、松原正隆（第9話）、満田伸明（第9話）
中込の異動前の上司。署長が中込の県警本部（風間道場）への異動辞令を告げる場に立ち会う。
捜査員
演 - 柾賢志
柳沢浩二の部下。十崎の潜伏先の近隣住民の話として、彼の姿を一週間ほど前から見ていないと報告する。
ヒマリ、リク、リツト
演 - 小川向日葵、戸井田竜空、森島律斗
鐘羅路子の新たな赴任先である南伊勢原警察署花野崎交番に遊びに来る小学生たち。
アナウンサー
演 - 竹内義貴
声 - 堀江舞
『NEWS DAY+』のアナウンサー。アサシアート病および暗殺されたドイツ元スパイの男性の体内から放射性物質のポロニウムが検出されたニュースを伝える。
女性
演 - 大谷美絵（第9話）
十崎に遭遇した女性。道端で加熱式タバコを吸っていたところを十崎に襲われるが、悲鳴を上げたため事なきを得る。

#### 第9話
篠木瑤子（しのき ようこ）
演 - 早見あかり
刺殺および死体損壊事件の容疑者。
不動産会社「青田不動産」の社員。喫煙者。時計店を経営していた交際相手・牧村が強盗被害で自殺に追い込まれ、強盗犯・加茂田の極刑を希望していた。懲役刑で裁かれ不満を抱いていたところ、出所した加茂田を偶然見かける。
復讐のため、未だ逮捕されていない通り魔を装って殺害することを計画。入念に刃物で殺害する練習を重ね、雨の降る夜、鉄道線の上を通る歩道橋で加茂田を刺殺する。
しかし、犯行前に加茂田が牧村の時計を着けていたことを知り、身元を特定させない工作をしたように見せかけるために、腕時計を回収した後、ライターオイルで加茂田の顔や指を燃やす。身元が確認された加茂田に恨みを持つ人物として捜査線上に浮かび、中込から任意で殺害時刻のアリバイを証明するよう告げられるが、法律で理論武装し、被疑者自身がアリバイを証明する義務はないと吐き捨て、彼をポンコツ扱いし挑発する。しかし、風間が犯行現場を「懐かしい感じがする」と言ったことを基に中込が犯行の様子を推理し、列車の屋根に落下して広島まで運ばれていた加茂田のバッグの中にあったカプセル内視鏡のレコーダーに、刺された拍子に飛び出したカメラに撮影されていた犯行の一部始終が記録されていたことで逮捕される。
加茂田亮（かもた りょう）
演 - 金井勇太
刺殺および死体損壊事件の被害者。
鉄道線の上を通る歩道橋で刺殺される。身元を割り出させないため所持品が持ち去られ、顔や指をオイルライター用のオイルで焼かれている。
殺害現場近くのコンビニの前で同じ着衣の男性が喫煙する姿が防犯カメラで確認されており、タバコなどの所持品を几帳面にベンチに置く癖から、規則正しく几帳面な生活を強いられる刑務所にいた可能性が浮上。通っていた病院への聞き込みや刑務所の情報などから、時計店の強盗事件で逮捕されて懲役6年となり、半年前まで服役していた加茂田と判明する。
殺害された当時、腸の病気の疑いからカプセル内視鏡を服用しており、瑤子に刃物で刺された際、その拍子に腸からカプセル内視鏡が体外に飛び出し、瑤子の犯行の一部始終が撮影されている。
牧村冬一（まきむら とういち）
演 - 細田善彦
瑤子の交際相手。故人。
時計店を営んでいたが、加茂田に強盗に入られ金品を盗まれる。負傷したため仕事もままならず、被害額を弁済できなかったため自殺する。
医師
演 - ともさと衣
幸葉が中込を伴い診察を受けた医師。胃が痛いという幸葉に内視鏡での検査を勧める。カプセル内視鏡検査について尋ねられ、「主に小腸をみるのに使うので、胃と十二指腸には向いてない」などと答える。
お天気キャスター
声 - 元田芳
中込家のテレビで流れている『週刊ニュース天気予報』のお天気キャスター。

#### 第10話
仁谷継秀（にたに つぐひで）〈50〉
演 - 岡田義徳
窒息死事件の容疑者。
広告デザイナー。認知症の介護に疲弊し、外に愛人が出来たことから妻・清香の殺害を計画する。
昼食を兼ねた外での打ち合わせから帰宅すると妻が台所で倒れており、異臭がしたため窓を開けて換気を行い救急車を呼んだと中込に告げるが、実際は妻が認知症を患い、ある行動をしている際に他の行動をするように仕向けると、それまでしていた行動を忘れ他の行動に没頭してしまうようになったことと、毎週水曜日に鰆を焼くようになった習性を利用し、外出前に冷蔵庫の中身をわざと散らかし、妻が焼き魚を調理する頃合いに電話連絡して冷蔵庫の中を整理するように仕向け、アルミホイルに包まれた鰆を乗せたフッ素加工のフライパンを空だきさせ、発生した高濃度のフッ化水素を吸引させ殺害する。外食してアリバイを作り、帰宅して妻が確実に亡くなっているか確認するが、犯行の証拠となる留守番電を消去する際に、ガスの点検員が訪問する会話を聞いたことから、慌てて救急車を要請する。室内がきれいに整理されているのに対し、冷蔵庫の中だけが散らかっていることに違和感を覚えた中込が、自分の母が若年性認知症でその習性に詳しかったことから、妻殺害の見立てを披露し、妻の清香が亡くなる前に夫に殺害されたと察し、いままで介護で迷惑をかけたことの罪滅ぼしに、冷蔵庫を整理するように残した自分の留守電を自ら鰆を塩焼きした際に塩がついた指で消去ボタンを押し消去していたと告げられると、慙愧の念から犯行を認める。
仁谷清香（にたに きよか）〈72〉
演 - 竹下景子
窒息死事件の被害者。
仁谷の22歳年上の妻。左利き。勤めていたデザイン会社の後輩だった仁谷と結婚し、長年連れ添うが、70歳になった1年前から症状を見せ始め、まだら認知症を患う。キッチンで調理中にコンロのガスを吸引しガス中毒死したと思われたが、死因はフッ化水素の吸引による呼吸停止。毎週水曜日にスーパーで鰆を買って調理していたが、それはかつて仁谷からもらった指輪を失くしたのが水曜日であったことから、指輪をどこで失くしたのかを思い出すためである。
田瀬葵（たせ あおい）
演 - 中村ゆりか
印刷会社「アカシバ印刷」の社員。仁谷の愛人。清香の死亡推定時刻に仁谷と和食店「すえなが」で食事を取りながら打ち合わせをしており、その際、彼がいつもの一度に全部出るものでなくコース料理を注文し、妻が指輪を失くしたことにがっかりしていると吐露していたと風間たちに証言する。
制服警官
演 - 杉山俊介、渡辺靖之
朝日出町のふれあい広場に居たふきを家に連れ戻そうとする中込に声をかける。
制服警官
演 - 丸居みき飛
車中の風間と中込に職務質問しようとした神奈川県警の女性警官。
ニュースキャスター
声 - 登レイナ
『NEWS DAY+』のキャスター。神奈川県警によると強盗事件の犯人は今もまだ逃走中とのニュースを伝える。
手塚健斗〈当時38〉
演 - 武田祐一（第9話〈回想〉）
1994年当時、4歳の中込を誘拐した犯人。
中込母子の近隣住民。朝日出町のふれあい広場で身代金を受け取りに現れたところを逮捕される。
看護師
演 - 渚紗
遠野の担当看護師。
40代大道芸人
演 - 村山友樹
ふれあい広場で『NEWS DAY+』に逃走犯についてインタビューされたパフォーマー。一刻も早く犯人を捕まえてほしいと語る。
パフォーマー、ストリートシンガー
演 - クラウン・リオ、川邊史也
中込が誘拐された事件での身代金受け渡し時にふれあい広場でパフォーマンスしていた人たち。

#### 最終話
清家総一郎（せいけ そういちろう）
演 - 北大路欣也
刺殺事件の容疑者。
有機化学者で竹紫工科大学の教授。2年前に実験中の事故で劇薬を浴びて失明し、半ば引退している状態にある。娘婿の甘木が娘に暴力を働き、一向に働こうとせず毎月50万円を無心することから最近世間を騒がす千枚通しを使った晴眼者の殺人犯の振りをして、彼を殺害する計画を立てる。甘木が50万円を受け取りに自宅に現れた際、50万円から1万円を抜き取っており、不足する1万円を床にわざと落として、甘木がそれを拾おうと身を屈め背中を天に向けた態勢をとった時に、千枚通しで背中から心臓を一刺しにして殺害する。実は甘木殺害時は完全には失明しておらず、犯行後、悪行に対する何らかの報いを受けなければならないと考え、両目に劇薬を点眼し、自らの手で完全に視力を失っている。完全犯罪を成し遂げたかと思われたが、隼田によりその謎を解かれて逮捕され、紗季を犯罪者の娘にしてしまったことを悔いる。
風間の目が不自由であることに気付いており、　第二次世界大戦中にナチス・ドイツに抵抗したフランス人活動家（英語: Jacques_Lusseyran）の生まれ変わりと告げる。
甘木紗季（あまぎ さき）
演 - 森カンナ
清家の娘。眼科医。
夫からのDVで顔にアザがあるため患者の前に出られなくなり、3年前から眼科医を休業中で収入が途絶えていた。実験中の事故で負傷した父の眼を治療しており、実際はケガはしていたが失明には至っておらず、父に頼まれ失明している偽の診断書を書かされている。甘木の死亡が確認された際、はっと息をのんでいたが、それは彼の死亡を聞いたからではなく、直前に隼田がサングラスを外させて父の目を見たことで、眼球のただれ具合が真新しく、完全に失明していることに気付いたからである。
甘木保則（あまぎ やすのり）〈37〉
演 - 馬場徹
刺殺事件の被害者。
紗季の夫。清家邸で背中に千枚通しを刺されて死んでいるのが見つかる。デート商法で女性に投資を持ち掛け金を騙し取り、詐欺罪で刑務所に服役しており、そこで十崎と接点があったことから、事件の重要参考人として十崎が捜査線上に浮かびあがる。しかし、無職で一向に働こうとせず、義父の清家から毎月50万円を無心していただけでなく、妻に暴力を振るっていたことから清家に刺殺される。
詐欺被害者の女性
演 - 三浦萌
甘木のデート商法の被害者。清家邸にパトカーが集まっていたことで様子を伺っていたが、甘木が殺害されたと隼田から教えられると、ざまあみろと嘲笑する。
福留憲明（ふくどめ のりあき）、溝口豊（みぞぐち ゆたか）
演 - 三河悠冴、上谷圭吾
富福署地域課の制服警官。
南富福商店街をパトロール中に十崎を発見し、身柄を確保する。職務質問をかけず、公務執行妨害をでっち上げたことを風間に自慢気に話すが、無抵抗な十崎を強制的に取り押さえており、その時の様子がSNSで拡散される。

## スタッフ
- 原作 - 長岡弘樹（小学館）
  - 教場・教場II - 『教場』シリーズ[144][24]
  - 風間公親-教場0- - 『教場0 刑事指導官・風間公親』『教場X 刑事指導官・風間公親』[6]
- 脚本 - 君塚良一[144][24][6]
- 音楽 - 佐藤直紀[144]
- 主題歌 - Uru「心得」（ソニー・ミュージックレーベルズ）[145]（風間公親-教場0-）
- 演出・プロデュース - 中江功[144][24][6]
- 演出 - 西岡和宏（風間公親-教場0-）[59]
- プロデュース
  - 教場 - 西坂瑞城、髙石明彦（The icon）[144]
  - 教場II - 渡辺恒也、宋ハナ、遠藤光貴（SWITCH）[24]
  - 風間公親-教場0- - 渡辺恒也、宋ハナ[6]
- 制作協力
  - 教場 - The icon[144]
  - 教場II・風間公親-教場0- - SWITCH[24]
- 制作著作 - フジテレビ

## 放送日程

### 教場
| 各話                                                     | 放送日       | ラテ欄                                                                                                   | 視聴率 | 備考                          |
| -------------------------------------------------------- | ------------ | --- | ------ | ----------------------------- |
| 前編                                                     | 2020年1月4日 | 珠玉の警察ミステリー実写化 過酷警察学校で起こる問題や葛藤を冷徹教官風間が暴き出す!!                      | 15.3%  | 新春3夜連続木村拓哉スペシャル |
| 後編                                                     | 1月5日       | 珠玉警察ミステリー実写化 極限状態を生き延びて警察官になれるのは誰 風間の真の狙いとは? サバイバル今夜完結 | 15.0%  | 新春3夜連続木村拓哉スペシャル |
| 視聴率はビデオリサーチ調べ、関東地区・世帯・リアルタイム |              | |        |                               |

- クロスネット局では、テレビ宮崎が第1夜を同時ネットした他は全て当日深夜の時差ネットだった。

### 教場（SP編集版）
| 各話                                                     | 放送日         | ラテ欄 | 視聴率 |
| -------------------------------------------------------- | -------------- | --- | ------ |
| 前編                                                     | 2020年12月29日 | 今年一番の話題作を再び!! 珠玉の警察ミステリー実写化 過酷警察学校で起こる問題や葛藤を、 最恐の教官風間が暴き出す                    | 8.4%   |
| 後編                                                     | 12月30日       | 珠玉の警察ミステリー初の実写化 極限状態を生き延びて警察官になれるのは誰 風間の真の狙いとは? 過酷警察学校で必死のサバイバル今夜決着 | 8.8%   |
| 視聴率はビデオリサーチ調べ、関東地区・世帯・リアルタイム |                | |        |

### 教場II
| 各話                                                     | 放送日       | ラテ欄 | 視聴率 |
| -------------------------------------------------------- | ------------ | --- | ------ |
| 前編                                                     | 2021年1月3日 | 最恐の警官、再び! 珠玉の警察ミステリー実写化第二弾!! 過酷な訓練を乗り越えて生き残れるのは誰? 警察学校を舞台に、風間の心眼が全てを見抜く!  | 13.5%  |
| 後編                                                     | 1月4日       | それぞれの心の傷…明かされる右目の過去 風間教場を生き残り、警察官になるのは誰!? 必死のサバイバル完全決着!! 宿命の出会いと別れ…覚悟の旅立ち | 13.2%  |
| 視聴率はビデオリサーチ調べ、関東地区・世帯・リアルタイム |              | |        |

- 朝日新聞では、前編のラテ欄を一切記載せず、風間公親のビジュアルのみを載せる異例の構成が取られた[151]。

### 風間公親-教場0-
| 各話                                                                        | 放送日        | サブタイトル                            | 原作                                    | 演出     | 視聴率 |
| --------------------------------------------------------------------------- | ------------- | --------------------------------------- | --------------------------------------- | -------- | ------ |
| 第1話                                                                       | 2023年4月10日 | 硝薬の裁き                              | 教場0「仮面の軌跡」 教場X「硝薬の裁き」 | 中江功   | 12.1%  |
| 第2話                                                                       | 4月17日       | ブロンズの墓穴                          | 教場0「ブロンズの墓穴」                 | 中江功   | 10.7%  |
| 第3話                                                                       | 4月24日       | 毒のある骸                              | 教場0「毒のある骸」                     | 中江功   | 09.8%  |
| 第4話                                                                       | 5月01日       | 孤独の胎衣                              | 教場X「孤独の胎衣」                     | 中江功   | 09.6%  |
| 第5話                                                                       | 5月08日       | 妄信の果て                              | 教場X「妄信の果て」                     | 西岡和宏 | 09.1%  |
| 第6話                                                                       | 5月15日       | 三枚の画廊の絵                          | 教場0「三枚の画廊の絵」                 | 中江功   | 08.3%  |
| 第7話                                                                       | 5月22日       | 第四の終章                              | 教場0「第四の終章」                     | 中江功   | 08.9%  |
| 第8話                                                                       | 5月29日       | 闇中の白霧                              | 教場X「闇中の白霧」                     | 中江功   | 09.4%  |
| 第9話                                                                       | 6月05日       | 橋上の残影                              | 教場X「橋上の残影」                     | 西岡和宏 | 09.9%  |
| 第10話                                                                      | 6月12日       | 指輪のレクイエム                        | 教場0「指輪のレクイエム」               | 中江功   | 09.4%  |
| 最終話                                                                      | 6月19日       | 仏罰の報い                              | 教場X「仏罰の報い」                     | 中江功   | 10.6%  |
| 平均視聴率 9.8%（視聴率はビデオリサーチ調べ、関東地区・世帯・リアルタイム） |               |                                         |                                         |          |        |
| 特別編                                                                      | 6月26日       | 指導官と5人の新人刑事、その足跡を辿る－ | -                                       | 中江功   | 05.8%  |

- 初回は21時 - 22時24分の30分拡大放送[59]。
- 最終回は21時 - 22時9分の15分拡大放送。
- 特別編は20時 - 21時48分に放送。

## その他
- 『風間公親-教場0-』にて、番組スポンサーとのコラボレーションCM（以下、コラボCM）の放映が行われている。
  - 2023年5月15日放送の第6話ではSpotifyとのコラボCMを放送[155]。伊上幸葉役の堀田真由と阿部悦子役の中島亜梨沙が劇中の役柄で登場し、物語が展開される[155]。
  - 2023年5月22日・29日放送の第7話・第8話では、サントリー「金麦」とのコラボCMを放送[156]。服部京子役の佐藤仁美と須賀太一役の和田正人が劇中の役柄で登場している[156]。

- 『風間公親-教場0-』で柳沢浩二を演じた坂口憲二は、2014年4月期放送の『続・最後から二番目の恋』に出演したあと特発性大腿骨頭壊死症の影響で活動を休止しており、本作が9年ぶりのメディア作品出演となった[157]。また主演の木村とは2004年1月期の『プライド』以来19年ぶりの共演であった。
- 2024年4月27日にフジテレビ系列で放送された『心はロンリー気持ちは「…」FINAL』では、『教場Ⅰ』で生徒役を演じた川口春奈と味方良介が出演していたことから、本作の一部が回想シーンとして使用されている。また『教場』シリーズの主演である木村も看護師役で川口と『心はロンリー』に出演している吉田羊へのサプライズで友情出演した[158][注 18]。

## 関連商品
- フジテレビ開局60周年企画『教場』Blu-ray（2020年7月1日発売、TCエンタテインメント、品番：TCBD-0942）[159]
- フジテレビ開局60周年企画『教場』DVD（2020年7月1日発売、TCエンタテインメント、品番：TCED-5051）[160]
- フジテレビ開局60周年企画『教場II』Blu-ray（2021年7月2日発売、TCエンタテインメント、品番：TCBD-1055）
- フジテレビ開局60周年企画『教場II』DVD（2021年7月2日発売、TCエンタテインメント、品番：TCED-5604）[161]

## 映画
『教場Ⅲ（仮）』は、2026年に公開予定の日本映画。監督は中江功、主演は木村拓哉。

### キャスト
- 風間公親 - 木村拓哉

### スタッフ
- 原作 - 長岡弘樹『新・教場』『新・教場2』（小学館刊）
- 監督 - 中江功
- 脚本 - 君塚良一
- 配給 - 東宝